# Acanthurus leucopareius
Acanthurus leucopareius (Jenkins, 1903) è un pesce osseo marino appartenente alla famiglia Acanthuridae.

## Distribuzione e habitat
A. leucopareius è presente nell'oceano Pacifico centrale e occidentale nelle regioni tropicali ma non lungo la fascia equatoriale. A nord dell'Equatore è presente nei mari del Giappone meridionale, delle isole Marianne, dell'isola Marcus e delle Hawaii. A sud della linea equatoriale si trova in Nuova Caledonia, nell'isola di Rapa nella Polinesia meridionale, a Tuamotu, alle Pitcairn e fino all'Isola di Pasqua.
É un abitatore delle barriere coralline dove popola soprattutto le zone di acque basse con fondo di massi o ciottoli battute dalle onde, talvolta però si trova in profondità.
Si può trovare tra 1 e 85 metri di profondità.

## Descrizione
Questa specie, come gli altri Acanthurus, ha corpo ovale, compresso lateralmente, particolarmente alto in questa specie. La bocca è piccola, posta su un muso sporgente; sul peduncolo caudale è presente una spina mobile molto tagliente. La pinna dorsale è unica e piuttosto lunga, di altezza uniforme. La pinna anale è simile ma più corta. La pinna caudale ha un'intaccatura centrale. Le scaglie sono molto piccole. La livrea dell'adulto è fondamentalmente brunastra chiara o beige con una fascia chiara sul peduncolo caudale. Dalla nuca a tutto l'opercolo branchiale è presente una distintiva fascia bianca o molto chiara quasi verticale bordata posteriormente da una fascia bruna scura di uguali dimensioni. La pinna caudale non è bordata di bianco.
È riportata la taglia massima è di 25 cm.

## Biologia

### Comportamento
Gregario, si incontra quasi sempre in banchi, spesso numerosi. Forma banchi misti con Acanthurus triostegus. I banchi riescono a scacciare dalle aree di pascolo altri erbivori come altri pesci chirurgo e pesci damigella.

### Alimentazione
Basata su alghe filamentose bentoniche.

## Pesca
È oggetto secondario della pesca professionale alle Hawaii. Il suo consumo ha provocato casi di ciguatera.

## Acquariofilia
É presente sul mercato dei pesci d'acquario dove raggiunge prezzi notevoli.

## Conservazione
È una specie in generale abbondante nell'areale. Il prelievo per il consumo o per il mercato degli acquari è modesto e non costituisce una minaccia per questa specie. Per questi motivi la Lista rossa IUCN la classifica come "a rischio minimo".